# João Augusto de Nardo
João Augusto de Nardo (Dourados, Mato Grosso do Sul, 27 de abril de 2000) é um roteirista, produtor e diretor brasileiro.

## Vida pessoal
João nasceu em Dourados. É casado com Laiz Sabino de Nardo desde 5 de janeiro de 2024.

## Carreira
Sua carreira começou com curtas-metragens; alguns receberam campanhas de financiamento coletivo e ganharam tração em festivais de cinema nacionais e internacionais. Seu trabalho mais conhecido, Tudo o que Você Ama Será Destruído, baseado no conto epônimo de Stephen King, estreou e circulou por diversas cidades do Mato Grosso do Sul.
Em 2024 dirigiu o longa-metragem A Morte Não se Farta, um terror psicológico que explora a fragilidade humana. Outro trabalho notável é o curta-metragem animado Caveira Dourada.
Seu trabalho mais recente, o curta de thriller psicológico Ágatha Não Matou Seu Psiquiatra, estrelando o cantor Rogério Skylab no papel do titular psiquiatra, foi lançado em 2025.
Os filmes de João Augusto de Nardo frequentemente exploram temas de angústia existencial, crítica social e o macabro, apresentando uma combinação única de horror e profundidade emocional.

## Visão artística
Fortemente inspirado por Stephen King e pelo gênero slasher/giallo, De Nardo integra imagens vívidas, complexidade psicológica e comentários sociais em suas obras. Seus filmes são caracterizados por uma profunda compreensão do suspense, do desenvolvimento de personagens e da psique humana.

## Filmografia

### Cinema
| Ano    | Título                             | Diretor | Roteirista | Produtor | Notas                                  |
| ------ | ---------------------------------- | ------- | ---------- | -------- | -------------------------------------- |
| 2021   | Caveira Dourada                    | Sim     | Sim        | Sim      | Curta-metragem animado                 |
| 2022   | Encontro Marcado com a Morte       | Sim     | Sim        | Sim      | Curta-metragem                         |
| 2022   | SlashFM                            | Sim     | Sim        | Sim      | Longa-metragem                         |
| 2023   | Tudo o que Você Ama Será Destruído | Sim     | Sim        | Sim      | Curta-metragem, adaptando Stephen King |
| 2023   | SlashFM II                         | Sim     | Sim        | Sim      | Longa-metragem                         |
| 2025   | Ágatha Não Matou Seu Psiquiatra    | Sim     | Sim        | Sim      | Curta-metragem                         |
| 2026 † | A Morte Não se Farta               | Sim     | Sim        | Sim      | Longa-metragem                         |

## Links externos
- João Augusto de Nardo. no IMDb.